# Герб Кременчуцького району
Герб Кременчуцького району — офіційний символ Кременчуцького району, затверджений 20 березня 2002 р. рішенням сесії районної ради.

## Опис
Щит чотиричасний. На першій лазуровій частині золотий лапчастий хрест; на другій зеленій червона підкова; на третій зеленій золотий сніп пшениці; на четвертій лазуровій срібна риба. Щит обрамлено золотим декоративним картушем, увінчаним стилізованою короною із листя і грона калини. Під щитом розміщено синьо-жовту стрічку з написом "Кременчуцький район".